# Tiếng Shor
Tiếng Shor (шор тили, тадар тили) là một ngôn ngữ Turk được nói bởi 2.800 người ở Gornaya Shoriya, tỉnh Kemerovo, Nga. Ngôn ngữ này bị suy giảm đáng kể từ cuối thập niên 1930 đến đầu thập niên 1980. Trong thời kỳ này, tiếng Shor không được viết cũng như sử dụng trong các trường học. Tuy nhiên, kể từ thập niên 1980 và 1990, tiếng Shor đã được phục hồi. Ngôn ngữ này hiện được giảng dạy tại chi nhánh Novokuznetsk của Đại học Quốc gia Kemerovo.
Giống như các ngôn ngữ láng giềng, tiếng Shor đã vay mượn nhiều từ tiếng Mông Cổ và tiếng Nga. Nó có hai phương ngữ chính là Mrassu và Kondoma, được đặt tên theo các thung lũng sông nơi chúng được sử dụng.

## Lịch sử
Hệ chữ viết Kirin của tiếng Shor được các nhà truyền giáo Cơ đốc giới thiệu vào giữa thế kỷ 19.
Năm 2005, Gennady Kostochakov đã xuất bản một tập thơ bằng tiếng Shor, có tựa đề "Tôi là nhà thơ người Shor cuối cùng" để nhấn mạnh tình trạng nguy cấp của ngôn ngữ này. Vào năm 2017, bản dịch tiếng Shor của Alice ở xứ sở thần tiên đã được xuất bản.

## Hình thái và cú pháp học

### Đại từ nhân xưng
Tiếng Shor có bảy đại từ nhân xưng:
| Số ít      | Số ít           | Số nhiều                                  | Số nhiều                                |
| Tiếng Shor | Tiếng Việt      | Tiếng Shor                                | Tiếng Việt                              |
| ---------- | --------------- | ----------------------------------------- | --------------------------------------- |
| мен (men)  | tôi             | пис (pis)                                 | chúng tôi, chúng ta                     |
| сен (sen)  | bạn             | силер/слер (siler/sler)                   | các bạn                                 |
| ол (ol)    | anh ấy/cô ấy/nó | ылар/лар, олар/алар (ılar/lar, olor/alar) | họ (tương tự tiếng Thổ Nhĩ Kỳ "onlar")  |
| ол (ol)    | anh ấy/cô ấy/nó | пылар/плар (pılar/plar)                   | họ (tương tự tiếng Thổ Nhĩ Kỳ "bunlar") |

## Âm vị học

### Nguyên âm
|               | Trước         | Trước         | Sau           | Sau           |
| không uốn môi | uốn tròn môi  | không uốn môi | uốn tròn môi  |               |
| ------------- | ------------- | ------------- | ------------- | ------------- |
| Đóng          | i ⟨и⟩ iː ⟨ии⟩ | y ⟨ӱ⟩ yː ⟨ӱӱ⟩ | ɯ ⟨ы⟩ ɯː ⟨ыы⟩ | u ⟨у⟩ uː ⟨уу⟩ |
| Giữa          | e ⟨e⟩ eː ⟨ee⟩ | ø ⟨ö⟩ øː ⟨öö⟩ |               | o ⟨o⟩ oː ⟨oo⟩ |
| Mở            |               |               | a ⟨a⟩ aː ⟨aa⟩ |               |

### Phụ âm
|          |           | Đôi môi | Răng  | Vòm    | Ngạc mềm |
| -------- | --------- | ------- | ----- | ------ | -------- |
| Mũi      | Mũi       | m ⟨м⟩   | n ⟨н⟩ |        | ŋ ⟨ң⟩    |
| Bật      | vô thanh  | p ⟨п⟩   | t ⟨т⟩ | c ⟨к⟩  | k ⟨қ⟩    |
| Bật      | hữu thanh | b ⟨б⟩   | d ⟨д⟩ | ɟ ⟨г⟩  | ɡ ⟨ғ⟩    |
| Tắc xát  | vô thanh  |         |       | tʃ ⟨ч⟩ |          |
| Tắc xát  | hữu thanh |         |       | dʒ ⟨ҷ⟩ |          |
| Xát      | vô thanh  |         | s ⟨c⟩ | ʃ ⟨ш⟩  | x ⟨x⟩    |
| Xát      | hữu thanh |         | z ⟨з⟩ | ʒ ⟨ж⟩  |          |
| Lỏng     | bên       |         | l ⟨л⟩ |        |          |
| Lỏng     | rho       |         | r ⟨p⟩ |        |          |
| Tiếp cận | Tiếp cận  |         |       | j ⟨й⟩  |          |

## Chữ viết
Bảng chữ cái Kirin tiếng Shor:
| А а | Б б | В в | Г г | Ғ ғ | Д д | Е е |
| Ё ё | Ж ж | З з | И и | Й й | К к | Қ қ |
| Л л | М м | Н н | Ң ң | О о | Ӧ ӧ | П п |
| Р р | С с | Т т | У у | Ӱ ӱ | Ф ф | Х х |
| Ц ц | Ч ч | Ш ш | Щ щ | Ъ ъ | Ы ы | Ь ь |
| Э э | Ю ю | Я я |     |     |     |     |